# Meeting de Montreuil
Le Meeting de Montreuil est une compétition internationale d'athlétisme organisée chaque année au mois de juin au Stade Jean Delbert dans le complexe sportif des Grands-Pêchers à Montreuil. Le Meeting fait partie du circuit European Athletics Outdoor Premium Meetings. En 2018, la compétition est classée 25e meeting d'athlétisme dans le monde.
Le Meeting de Montreuil est une rencontre sportive gratuite qui réunit chaque année entre 3 000 et 4 000 spectateurs en tribunes. La compétition est retransmise en direct sur RMC Sport. L'événement est organisé par le CA Montreuil 93 avec la ville de Montreuil.
L'édition 2020, initialement prévue le 1er juillet, est annulée par le comité d'organisation, le 24 avril, en raison de la pandémie de maladie à coronavirus.

## Éditions

### 2009
La première édition du meeting se tient en 2009 et fait déjà partie de l'Alma Athlé Tour.
Ce meeting fut aussi le premier meeting international de Dwain Chambers depuis sa suspension pour dopage. Il dit apprécier le meeting pour lui avoir fait confiance et lui avoir donc permis de retrouver le haut niveau, avec à la clé, une finale mondiale en plein air sur 100 m et un titre mondial en salle sur 60 m.

### 2010
Le meeting édition 2010 a, sous les caméras de Canal+ Sport, accueilli de nombreux internationaux à l'instar de Dwain Chambers et de Renaud Lavillenie, on remarquera la présence de l'athlète du club, Teddy Tamgho et celles des  canadiennes Damu Cherry et Priscilla Lopes-Schliep, de Kerron Stewart ou de Stéphanie Falzon. Teddy Tamgho gagne le concours du triple saut avec 17,63 m, prouvant sa bonne forme qui lui permettra de réaliser la troisième meilleure performance mondiale de tous les temps, à New York, 4 jours après et Renaud Lavillenie gagne quant à lui le relevé concours du saut à la perche dans de difficiles conditions avec la notable présence de Romain Mesnil et de Damiel Dossevi. Le club a été crédité de 10 000 € par la région pour l'organisation, les athlètes présents et leurs performances.

### 2011
L'année suivante, le meeting est reconduit ; il se déroule le mardi 7 juin. La pluie tombe quelques heures avant le meeting, refroidissant les conditions et humidifiant la piste, mais malgré cela, l'édition est un véritable succès. La soirée commence avec la meilleure marque mondiale de l'année sur le Mile remporté par Hind Dehiba en 4 min 29 s 59. Un peu plus tard, le perchiste français Renaud Lavillenie, vainqueur de l'édition précédente, battait sa MPMA avec 5,83 m. Cependant, ces performances sont très vite oubliées pour laisser place au 100 mètres remporté par le futur champion du monde Yohan Blake en 9 s 95 (record du meeting) devant le français Christophe Lemaitre qui réalise en 9 s 96 un nouveau record de France du 100 mètres ; Dwain Chambers vainqueur l'année précédente, termine 4e en 10 s 09 devancé également par Donovan Bailey, 3e en 10 s 00. La soirée se termine alors au triple saut, où Teddy Tamgho se réapproprie la MPMA avec 17,67 m et au 800 mètres où Mohamed Aman devance en 1 min 45 s 75 (soit un nouveau record national junior) l'enfant du pays Jeff Lastennet qui bat son record personnel en 1 min 46 s 25. 

### 2012
L'édition 2012 est la première à faire partie de l'European Athletics Outdoor Premium Meetings et se déroule le 5 juin 2012.
Cette édition a vu la victoire sur 100 m femmes de Murielle Ahouré.

### 2013
Le Meeting s'est déroulé le lundi 3 juin 2013 en présence de Dominique Voynet et de Valérie Fourneyron. Il constitue la première étape du Pro Athlé Tour. Les têtes d'affiches étaient Christophe Lemaitre, Valentin Lavillenie, Phillips Idowu ou encore Teddy Tamgho. Valentin Lavillenie, coaché par son frère Renaud, a remporté le concours de saut à la perche avec un saut à 5,65 m. Éloyse Lesueur domine Yelena Sokolova, vice-championne olympique à Londres en 2012, à la longueur avec un saut à 6,70 m.Christophe Lemaitre s'impose assez facilement sur 200 m en 20 s 17 devant Calesio Newman (20 s 68) en améliorant sa meilleure performance de l'année. Mélina Robert-Michon (63,29 m au lancer du disque) et Pascal Martinot-Lagarde (13 s 33 au 110 m haies) ont tous deux réussi les minima pour les Mondiaux de Moscou.
Pour la première fois, deux épreuves handisport ont eu lieu pendant ce meeting.

### 2014
Pour la première fois, le meeting se tient début juillet au lieu de début juin.
Pour les résultats, deux français réussissent les minima pour les Championnats d’Europe à Zurich. Thomas Martinot-Lagarde surgi entre deux averses pour réaliser 13 s 38 sur 110 m haies tandis que Mahiedine Mekhissi Benabbade prend la deuxième place du 1500 m en 3 min 35 s 34, derrière le Kényan Vincent Kibet.
Les nombreux athlètes de haut niveau étranger ont animé la soirée avec notamment le duel entre Tyson Gay et Richard Thompson sur 100 m remporté par l'Américain en 10 s 04. Le saoudien Yousef Masrahi bat quant à lui le record du meeting du 400 m en 44 s 55. Au disque, Yekaterina Strokova remporte le concours avec un meilleur jet mesuré à 61,61 m, devant Mélina Robert-Michon. À noter également la victoire de Cindy Billaud sur 110 m haies devant Tiffany Porter.

### 2016
L'édition 2016 fut marqué par un Jimmy Vicaut impérial qui remporte le 100 m en égalant le record d'Europe en 9 s 86.
Sur un 110 m haies un peu trop venté (+2,6 m/s), Pascal Martinot-Lagarde s’impose en 13 s 23 devant le local Aurel Manga. Chez les femmes, Queen Harrison remporte le 100 mètres haies en 12 s 61 (+3,3 m/s). Les sauteurs en longueur profitent également d’Éole pour dépasser les 8 mètres à l'image du vainqueur Damar Fortes qui retombe à 8,21 m (+2,8 m/s). Au 400 mètres haies, Dalilah Muhammad réalise un chrono de 54 s 37, devant Phara Anacharsis qui réalise les minima olympiques. Sur 800 mètres femmes, Margaret Wambui explose le record du Meeting en 1 min 57 s 52. Même scénario chez les hommes où Nicholas Kipkoech remporte la course en 1 min 43 s 85. Côté concours, la Cubaine Yaimi Perez efface le record du Meeting en envoyant son disque à 67,91 m. Anita Wlodarczyk remporte le lancer de marteau avec 76,61 mètres.

### 2017
Les spécialistes des haies hautes se montrent à leur avantage avec les 13 s 20 de Garfield Darien et les 13 s 27 d’Aurel Manga.
Dans des conditions idéales, Carolle Zahi brille en s’imposant sur la ligne droite en 11 s 18, chrono synonyme de niveau de performance requis pour les Mondiaux de Londres.
Christophe Lemaitre et Quentin Bigot font aussi le spectacle. L'Aixois remporte le 100 mètres quand le Messin termine deuxième du concours du marteau derrière l'intouchable Pavel Fajdek.

### 2018
Sous les yeux de plus de 3 000 spectateurs, Sergueï Choubenkov réalise la meilleure performance mondiale de l’année sur 110 m haies avec un chrono de 12 s 99 ! Deuxième en 13 s 23, le Brésilien Gabriel Constantino en profite pour s’emparer du record d’Amérique du Sud.
Du côté du concours de perche, dont le sautoir est installé pour l’occasion au milieu de la pelouse, le duel annoncé entre Renaud Lavillenie et Armand Duplantis tient le stade en haleine. Le Suédois remporte finalement le concours avec un meilleur saut à 5,91 m devant le français (5,86 m). La très attendue Genzebe Dibaba n’échoue quant à elle qu’à quelques secondes du record du monde du 2 000 mètres en 5 min 27 s 73 au terme d’un passionnant dernier tour.
Sur la ligne droite, le Chinois Xie Zhenye vole la vedette à Akani Simbine et Christophe Lemaitre en s’imposant avec la manière en 9 s 97, nouveau record de Chine à la clé. Marie-Josée Ta Lou, chez les femmes, bat le record du Meeting en 10 s 95 et signe sa troisième course sous les 11 secondes de l'année.

### 2019
Caster Semenya est engagée sur un 2 000 m.

## Records du Meeting
En 2011, Christophe Lemaitre termine deuxième de la course derrière Yohan Blake mais il bat son 3e record de France du 100 m en 9 s 96.
Le 7 juin 2016, Jimmy Vicaut égale son propre record d'Europe du 100 m en 9 s 86, record du meeting et meilleure performance mondiale de l'année.
Lors de l'édition 2018, le Brésilien Grabriel Constantino bat le record d'Amérique du Sud du 110 mètres haies avec un chrono de 13 s 23. Le Chinois Xie Zhenye s'empare quant à lui du record de Chine du 100 mètres en 9 s 97.

### Hommes
| Épreuve           | Record                                              | Athlète                           | Nationalité         | Année     |
| ----------------- | --------------------------------------------------- | --------------------------------- | ------------------- | --------- |
| 100 m             | 9 s 86 (+ 1,8 ms)                                   | Jimmy Vicaut                      | France              | 2016      |
| 200 m             | 20 s 17 (+ 1,5 m/s)                                 | Christophe Lemaitre               | France              | 2013      |
| 400 m             | 44 s 55                                             | Youssef Masrahi                   | Arabie saoudite     | 2014      |
| 800 m             | 1 min 43 s 85                                       | Nicholas Kipkoech                 | Kenya               | 2016      |
| 1 000 m           | 2 min 19 s 48                                       | Abdalaati Iguider                 | Maroc               | 2015      |
| 1 500 m           | 3 min 33 s 99                                       | Abel Kipsang Kamar Etiang         | Kenya               | 2021 2023 |
| 5 000 m           | 13 min 04 s 31                                      | Cornelius Kemboi                  | Kenya               | 2022      |
| 110 m haies       | 12 s 99 (+ 0,5 m/s)                                 | Sergueï Choubenkov                | ANA                 | 2018      |
| 400 m haies       | 48 s 95                                             | Ludvy Vaillant                    | France              | 2018      |
| 5 000 m Marche    | 18 min 54 s 86                                      | Yohann Diniz                      | France              | 2009      |
| Saut en hauteur   | 2,25 m                                              | Ali Mohd Younes Idriss            | Soudan              | 2012      |
| Saut à la perche  | 5,91 m                                              | Armand Duplantis                  | Suède               | 2018      |
| Saut en longueur  | 8,05 m (+ 1,0 m/s)                                  | Damar Forbes                      | Jamaïque            | 2016      |
| Triple saut       | 17,67 m (+0,6 m/s), (+ 0,2 m/s)                     | Teddy Tamgho Hugues Fabrice Zango | France Burkina Faso | 2011 2021 |
| Lancer du poids   | 21,12 m                                             | Aleksandr Lesnoy                  | ANA                 | 2018      |
| Lancer du marteau | 81,39 m                                             | Paweł Fajdek                      | Pologne             | 2012      |
| Triathlon         | 2485 points                                         | Jérémy Lelièvre                   | France              | 2017      |
| Triathlon         | 11 s 12 (100 m), 7,32 m (longueur), 14,52 m (poids) |                                   |                     |           |

### Femmes
| Épreuve           | Record              | Athlète               | Nationalité            | Année |
| ----------------- | ------------------- | --------------------- | ---------------------- | ----- |
| 100 m             | 10 s 95 (+ 1,1 m/s) | Marie-Josée Ta Lou    | Côte d'Ivoire          | 2018  |
| 200 m             | 22 s 75 (+ 1,3 m/s) | Alexandria Anderson   | États-Unis             | 2016  |
| 400 m             | 50 s 66             | Marileidy Paulino     | République dominicaine | 2021  |
| 800 m             | 1 min 57 s 52       | Margaret Wambui       | Kenya                  | 2016  |
| Mile              | 4 min 29 s 59       | Hind Dehiba           | France                 | 2011  |
| 1 500 m           | 3 min 59 s 48       | Diribe Welteji        | Éthiopie               | 2022  |
| 2 000 m           | 5 min 27 s 73       | Genzebe Dibaba        | Éthiopie               | 2018  |
| 3 000 m           | 8 min 41 s 84       | Sylvia Kibet          | Kenya                  | 2010  |
| 5 000 m           | 14 min 45 s 69      | Daisy Jepkemei        | Kazakhstan             | 2022  |
| 100 m haies       | 12 s 40 (+ 0,8 m/s) | Jasmine Camacho-Quinn | Porto Rico             | 2023  |
| 400 m haies       | 54 s 37             | Dalilah Muhammad      | États-Unis             | 2016  |
| Saut en hauteur   | 1,90 m              | Nawal Meniker         | France                 | 2023  |
| Saut à la perche  | 4,60 m              | Olga Mullina          | ANA                    | 2017  |
| Saut en longueur  | 6,70 m (+ 1,0 m/s)  | Éloyse Lesueur        | France                 | 2013  |
| Triple saut       | 14,47 m (+ 1,4 m/s) | Andreea Panturoiu     | Roumanie               | 2018  |
| Lancer du poids   | 19,25 m             | Michelle Carter       | États-Unis             | 2014  |
| Lancer du disque  | 67,91 m             | Yaime Pérez           | Cuba                   | 2016  |
| Lancer du marteau | 76,61 m             | Anita Wlodarczyk      | Pologne                | 2016  |

## Galerie d'images

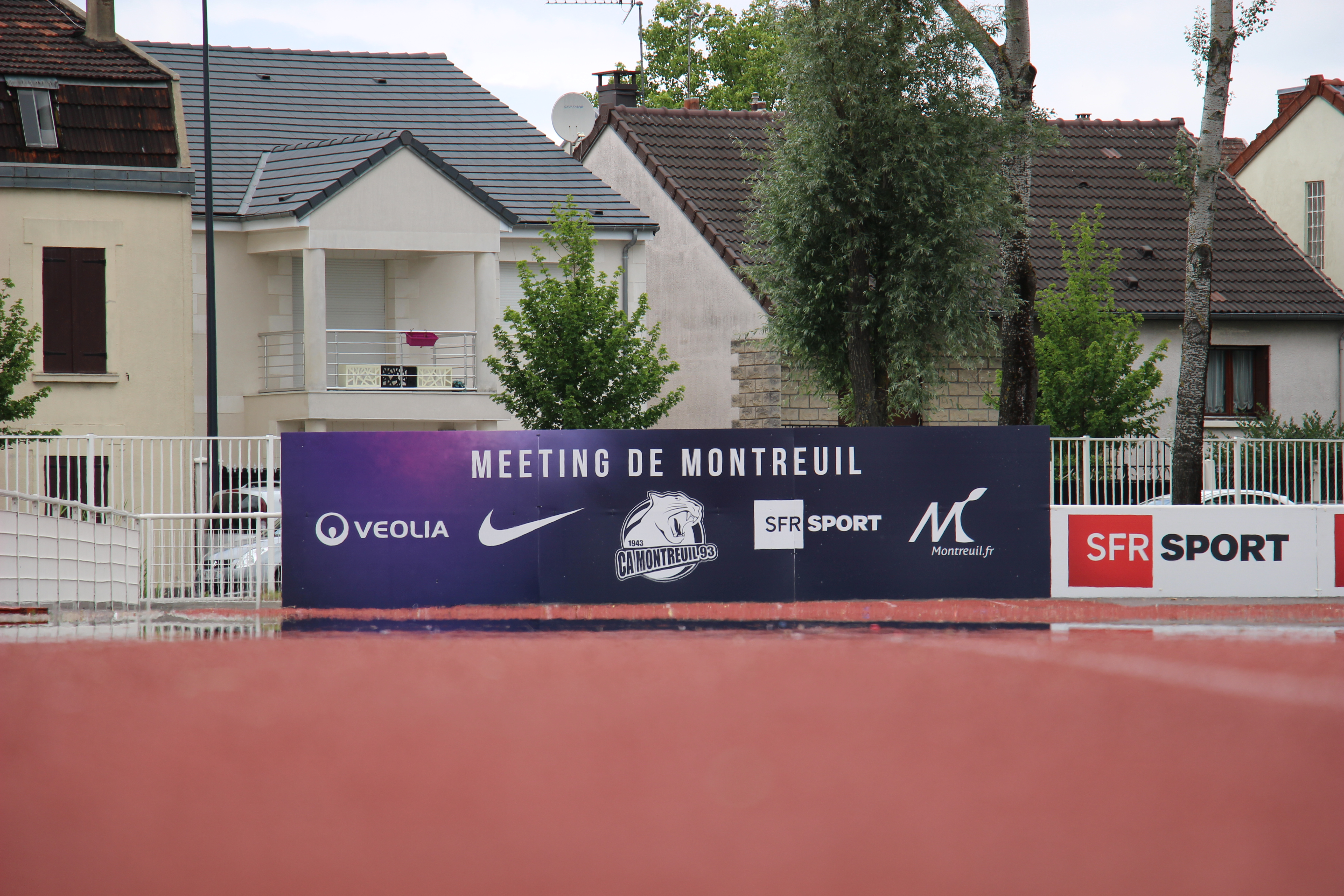
Départ du 100 mètres
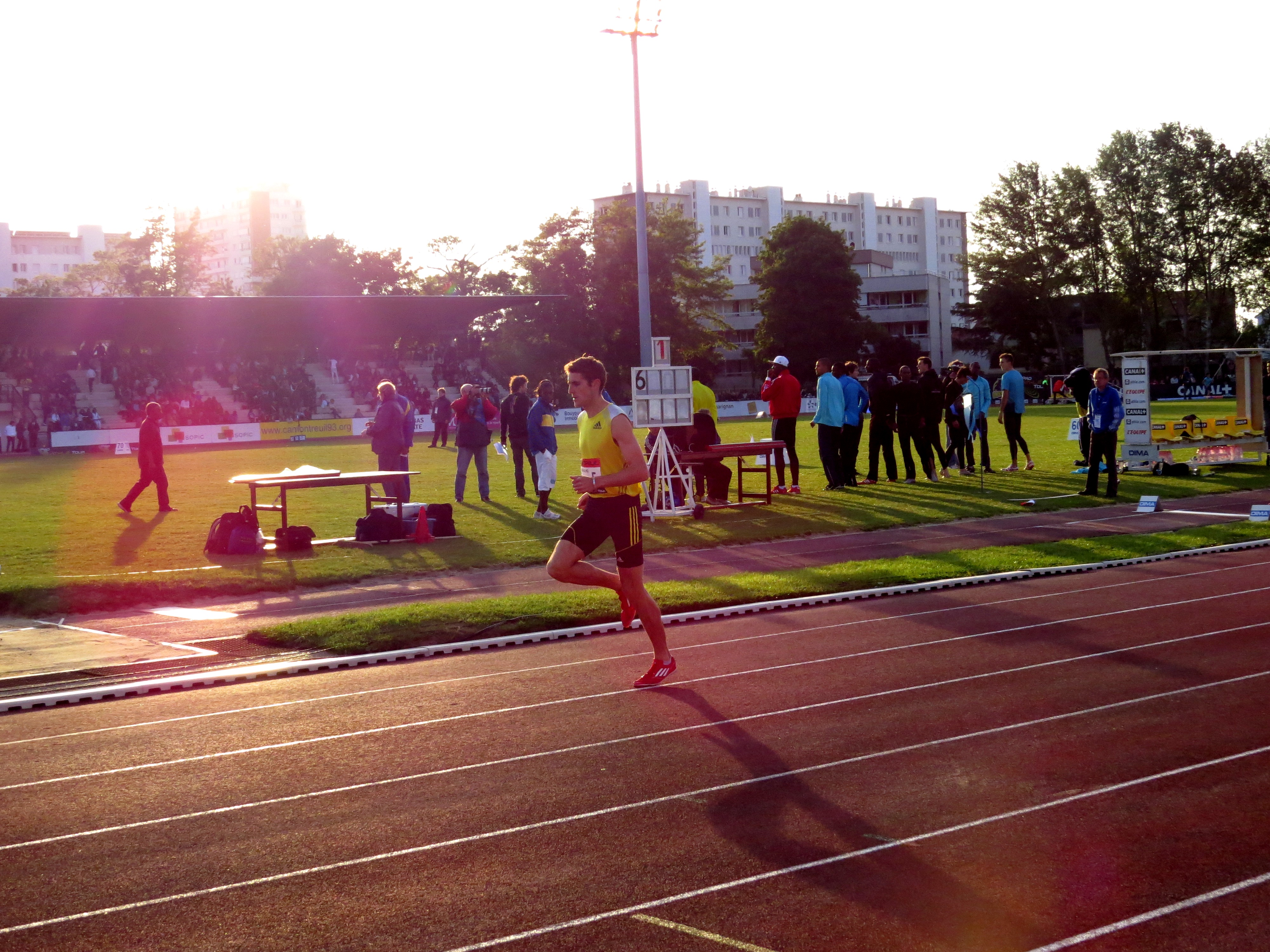
Florian Carvalho à l'échauffement du 1500 m du Meeting de Montreuil 2013
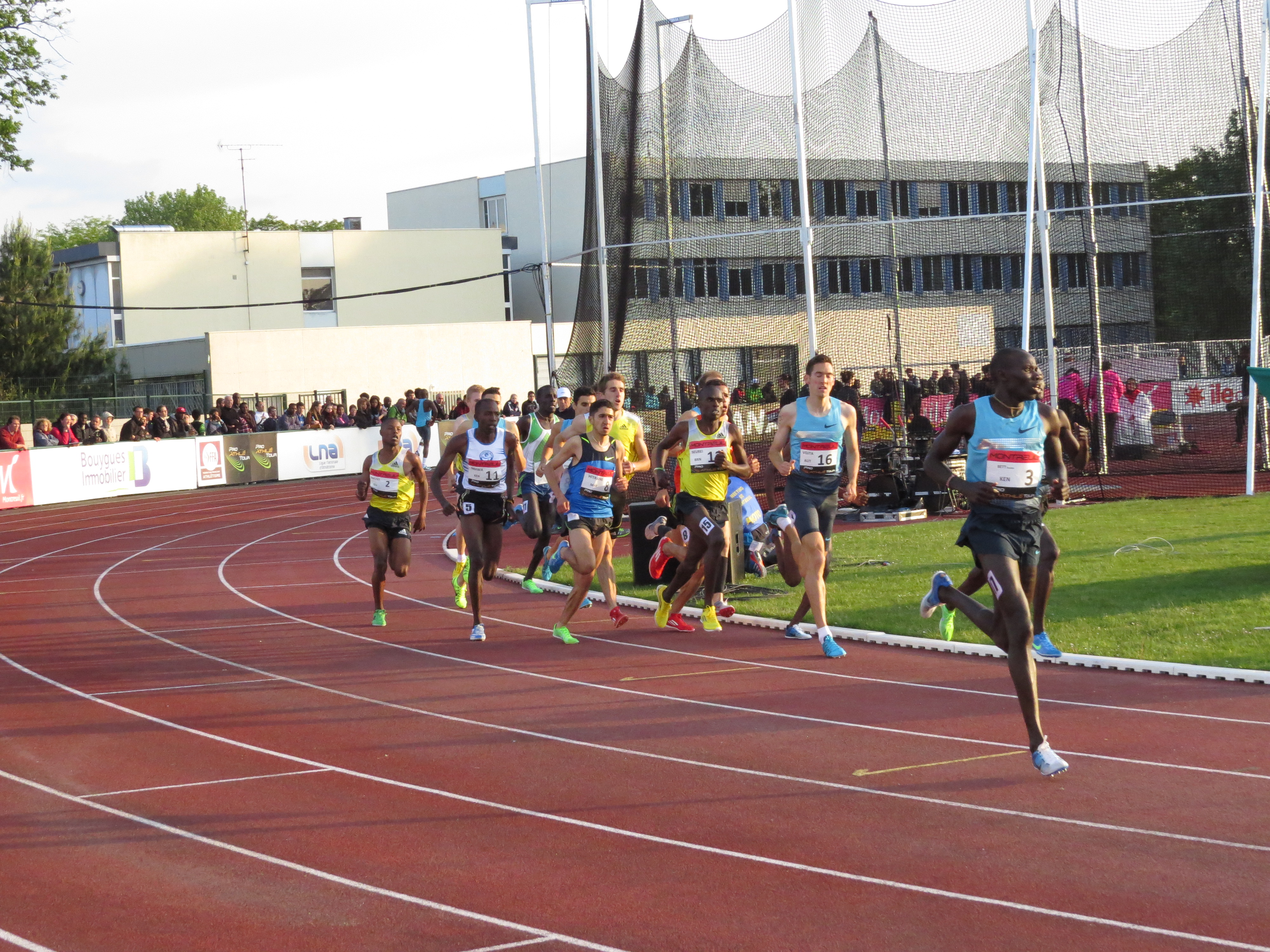
Les coureurs du 1500 m dans leur dernier tour
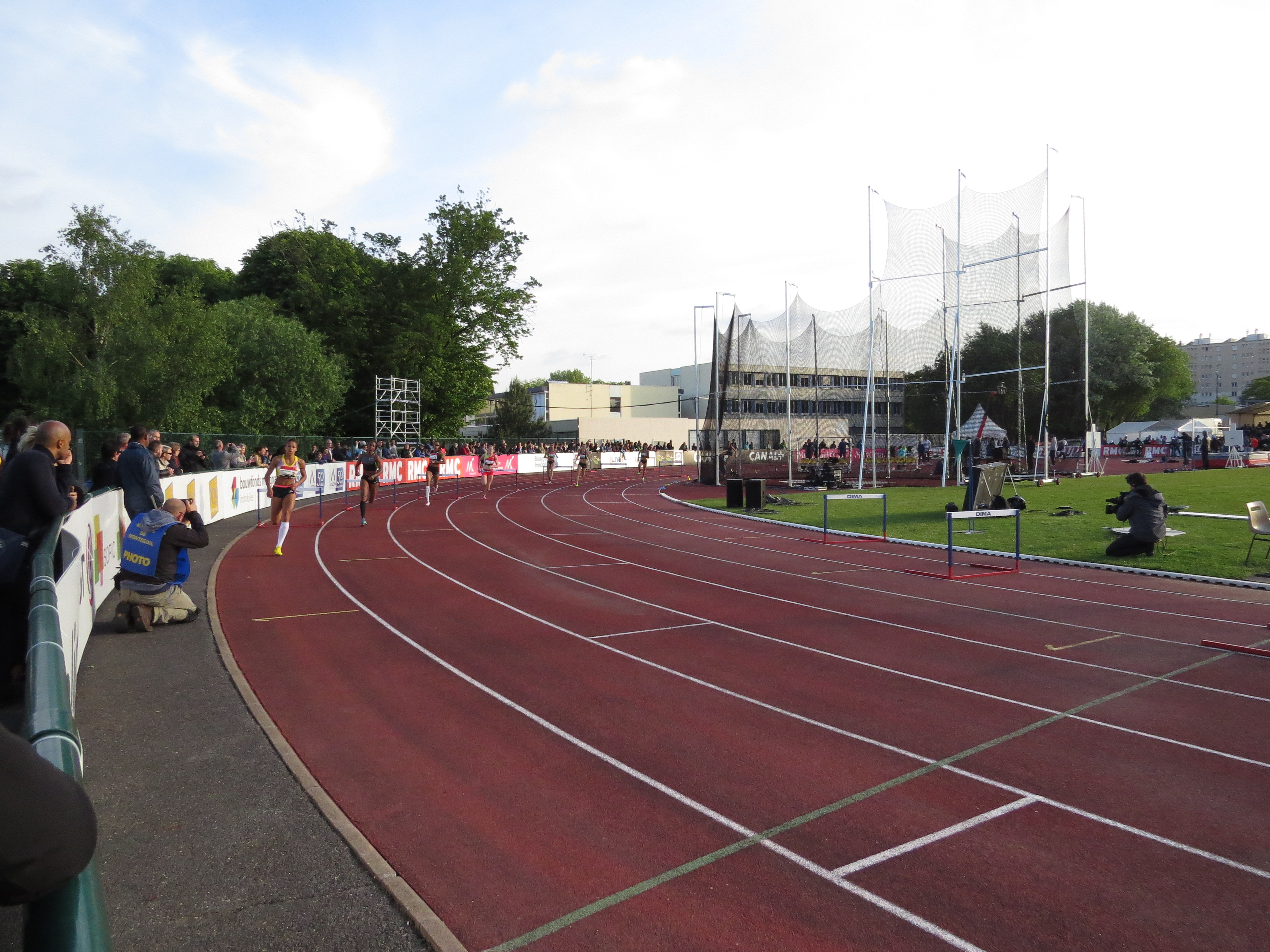
Le 400 m haies féminin